# Pork Pie
Pork Pie (también conocida como Joyride en ciertos países) es una película de comedia y de carretera neozelandesa de 2017 escrita y dirigida por Matt Murphy y producida por Tom Hern. La película es una nueva versión de la película de 1981 Goodbye Pork Pie, la primera película de Nueva Zelanda que consiguió una audiencia local importante. Está protagonizada por Dean O'Gorman, James Rolleston y Ashleigh Cummings como un trío de forajidos accidentales que viajan a lo largo de Nueva Zelanda en un New Mini naranja robado. La música de la película fue compuesta por Jonathan Crayford.

## Reparto
- Dean O'Gorman como Jon
- James Rolleston como Luke Anahera
- Ashleigh Cummings como Keira Leigh-Jones
- Antonia Prebble como Suzie Davidson, la novia de Jon
- Matt Whelan como Noah
- Siobhan Marshall como Becca
- Ben Mitchell como policía en motocicleta
- Tom Sainsbury como Bongo
- Geraldine Brophy como Andy
- Rima Te Wiata como la Sra. Davidson

con cameos de Karl Burnett, Tim Shadbolt, Eric Young, Paul Henry y Simon Dallow.

## Producción
El Goodbye Pork Pie original es un largometraje de bajo presupuesto dirigido por el padre de Matt Murphy, Geoff, y escrito por Geoff Murphy e Ian Mune. En 2014, se anunció una nueva versión, que sería dirigida por Matt Murphy, quien formó parte del equipo de la versión original de 1981. El mismo año, Matt Murphy dirigió una recreación de la persecución del lago Hawea de la primera película, como publicidad del Nuevo Mini.
El rodaje de Pork Pie comenzó en marzo de 2016. Dean O'Gorman, James Rolleston y Ashleigh Cummings interpretarían a Jon (John), Luke (Gerry) y Keira (Shirl) respectivamente. El primer avance de la película se lanzó el 17 de octubre de 2016.